# Multi-touch

Disegno che raffigura un dispositivo capace di gestire il multitouch (i tre punti rossi sono i segnali riconosciuti)

In elettronica il multi-touch (traducibile in italiano come multitocco o multitattile) è una tecnologia che rappresenta una evoluzione dello schermo tattile. Uno schermo tattile multitocco si differenzia dai precedenti per il fatto che è sensibile al tocco in più punti diversi della superficie contemporaneamente. Questa consapevolezza di una pluralità di punti è spesso usata per implementare funzionalità avanzate come il ‘pizzica per lo zoom’ o per attivare alcuni sottoprogrammi assegnati a gesti predefiniti.
I due usi del termine sono il risultato del rapido sviluppo in questo campo, che è stato usato da molte compagnie per scopi commerciali. Ci sono diversi termini simili che tentano di distinguere se un dispositivo è in grado di determinare approssimativamente o esattamente la posizione di diversi punti di contatto e che tentano di differenziare ulteriormente le varie capacità tecnologiche, ma sono spesso utilizzati come sinonimi nel marketing.

## Storia
La sua storia comincia agli inizi del 1982 con prototipi di tavolette multitocco all'Università di Toronto e schermi multitocco nei laboratori della Bell Labs. Più tardi alla fine degli anni novanta, l'Università del Delaware sviluppa un sofisticato sistema di riconoscimento gesti a due mani. Questo sistema fu la base per iGesture mouse pad e per le tastiere TouchStream commercializzate da Fingerworks nel 2001. La tastiera TouchStream fu notevole per la sua unica ergonomia: il puntatore e il trascinamento veniva creato da due o più dita sopra le lettere stampate della tastiera, eliminando così la funzionalità del mouse stesso, ma implementando essa nella tastiera stessa.

Nel 2005 Fingerworks fallì, Apple Inc. allora, assunse i due ingegneri della ormai ex-Fingerworks, per realizzare diversi prototipi su base multitocco.
Il primo display ad essere commercializzato con tecnologia multitocco fu Lemur Input device, un controller multimediale professionale creato dalla compagnia francese
JazzMutant nel 2005. Nel gennaio 2007, Apple Inc. richiede la registrazione della parola multi-touch tra i suoi brevetti con l'avvento del loro primo dispositivo multitocco, l'iPhone (invenzione dell'anno 2007), ma l'Ufficio Brevetti americano (United States patent and trademark office) ha ritenuto il termine troppo generico per poter essere registrato e appartenere in esclusiva ad una sola azienda.. Già nell'annata 1987-88 la Apple Inc. con a capo John Sculley, all'epoca CEO Apple, prevedeva un futuro con questa tecnologia, immaginavano computer molto trasportabili, comunicazione senza fili, una grande rete di documenti ipertestuali, interfacce sensibili al tocco e videochat. Essa incorporò tutta questa fantascienza in due concetti chiamati Knowledge Navigator e l'altro Future Shock dove si poteva sognare sulle future interfacce tra uomo e macchina. Fece un progetto simile nel 1993 anche l'azienda Sun Microsystems, nota azienda di software e semiconduttori della Silicon Valley, chiamato Starfire - A vision of future computing, una videoguida sul futuro delle interazioni uomo-macchina.
Un altro importante sviluppatore del progetto multitocco è Jefferson Y. Han, capo di Perceptive Pixel che con il suo brevetto di Total Internal Reflection Multi-touch screen ha fatto sbalordire il mondo. Il suo progetto software prevede una base totalmente priva di interfaccia, cioè senza una base di conoscenza del dispositivo. La persona, come sostiene Han, deve avvicinarsi allo schermo interagendo con lo schermo stesso senza bottoni o interfacce che lo potrebbero distogliere dal fare quella determinata azione. L'utente deve essere in grado di ruotare una foto, ingrandirla, scrivere su una tastiera digitale, disegnare con le dita senza dispositivi aggiuntivi. Ovviamente l'interazione deve essere a più mani e non solo isolata a un unico utente. Un utente può aprire una cartella piena di foto, le può ingrandire, ruotare nello stesso tempo con un unico movimento della sua mano; mentre un altro utente può cercare su una mappa gigante quel determinato luogo. Tutto ciò è comandato da una semplice e dinamica interfaccia umana, a somiglianza dei gesti e della memoria visiva dell'utente che la sta utilizzando senza bisogno dell'ausilio di dispositivi esterni che devierebbero questa interazione.
Anche Microsoft ha attinto a questo progetto, creando Surface, Tavolo Interattivo realizzato per le catene alberghiere e i ristoranti dove più utenti seduti a questo tavolo possono ordinare una bibita toccando solamente il tavolo, spedire una cartolina, ma soprattutto, con l'utilizzo dei tag di identificazione su un determinato oggetto come una bottiglia di vino, possono essere informati su cosa si sta bevendo o su che cibo che si abbina meglio a quel tipo di bottiglia. La tecnologia multitocco di Microsoft Surface non è sensibile direttamente al tocco, ma utilizza una serie di videocamere per l'individuazione degli oggetti.
Con questa tecnologia si è persino creato uno strumento musicale da tavolo chiamato reacTable creato dal Music Technology Group all'università Pompeu Fabra di Barcellona. Esso funziona in questo modo: ogni oggetto ha sotto di sé un bersaglio che viene captato da una web cam; essa capta quel bersaglio e crea diversi tipi di variazione del suono. Aggiungendo più oggetti sul tavolo si creano più variazioni del suono.

## Descrizione
La tecnologia è formata da due elementi: la parte hardware (uno schermo tattile o un pad tattile che riconosce più punti simultaneamente al tocco di una mano) e la parte software che riconosce questi punti e li interpreta. Il software riconoscendo la posizione, la pressione, la distanza di ogni punto indipendente, quali i gesti e l'interazione di più dita o mani contemporaneamente, fornisce un'intensa interazione (inclusa una diretta manipolazione) attraverso un'intuitiva gestualità per l'utente che per la prima volta vede questo dispositivo. In molti casi dipendente dalla grandezza dello schermo, il multitocco supporta più di un utente alla volta sulla stessa superficie simultaneamente. Un aspetto saliente di questa tecnica è che è possibile allargare con due dita un oggetto o rimpicciolirlo attraverso lo Zooming User interface/Pinch to zoom, molto più facilmente che con un dispositivo a un punto solo come un mouse o una penna grafica.

## Utilizzo
A seguito dell'immissione sul mercato dell'Apple iPhone alcuni produttori di Personal Computer hanno introdotto sul mercato soluzioni PC tavoletta caratterizzate da uno schermo con funzionalità multi-tocco che sfrutta il digitalizzatore DuoSense della azienda israeliana N-Trig.
Il primo modello, destinato ad un mercato professionale ed in vendita dal dicembre 2007 al maggio 2009, è stato il Dell Latitude XT, che ha acquisito le funzionalità multitocco a luglio 2008 grazie ad un aggiornamento dei driver. HP ha invece presentato il primo PC multitocco commerciale, l'HP TouchSmart serie tx2, durante il mese di dicembre 2008. Questi modelli, grazie alla tecnologia DuoSense ed al sistema operativo Microsoft Windows 7 sono in grado di percepire la presenza di oltre 70 punti di contatto sullo schermo, rendendo possibile una esperienza multitocco avanzata.
Con l'avvicinarsi della data d'uscita di Windows 7 la maggior parte delle case produttrici ha presentato PC tavoletta ed UMPC con schermi dotati di questa funzionalità: tra i tanti modelli, degni di nota sono quelli di Fujitsu; Acer, Lenovo, TabletKiosk e Getac.